# حفلة في الولايات المتحدة
«حفلة في الولايات المتحدة» (بالإنجليزية: Party in the U.S.A.)‏ هي أغنية بوب للمغنية الأمريكية مايلي سايرس. أطلقت تسجيلات هوليوود «حفلة في الولايات المتحدة» كالأغنية المنفردة الرئيسة من أول أغنية مطولة لسايرس أوقات حياتنا. يوجد في الأغنية عناصر من الريذم أند بلوز مدموجة بعناصر بوب، وتتحدث الأغنية عن انتقال سايرس للعيش من ناشفيل إلى هوليوود.
لقت الأغنية نجاحاً نقدياً وتجارياً، حيث وصلت إلى أفضل عشر أغاني في مراكز سباقات أغاني ثماني دول. في الولايات المتحدة، وصلت الأغنية في ذروتها للمركز الثاني، وشوهدت بأربع أسطوانات بلاتينية في الولايات المتحدة، وأربع أخرى في كندا.

## الموسيقى التصويرية
يبدأ الفيديو بسينما للسيارات، ثم تأتي سايرس بسيارة بونتياك ترانس إم طراز 1979، مرتدية قميصاً عاري الكتفين أسود وبنطال قصير جداً وجزمة رعاة بقر وكنزة سوداء. تتجه سايرس وبعض النساء الأخرى ات إلى شاحنة بيك آب زرقاء، حيث تغني سايرس من فوق الشاحنة مستخدمة ميكروفون. عند بدء المقطع الثاني، تقف سايرس مستندة إلى حائط مكتوب عليه اسم السينما المكشوف، "Corral Drive-In". ثم ينبثق علم أمريكي، حيث تغني وهي واقفة أمام العلم. تظهر بعدها سايرس واقفة على أرجوحة في المنتصف مع وجود راقصات أخرى ات. في المقطع الأخير، تغني سايرس على مسرح مع وجود أربع راقصات مساندات، ثم ينتهي الفيديو عندما تحرك سايرس شعرها في الهواء.

## الوصلات الخارجية
- فيديو كليب "حفلة في الولايات المتحدة" على يوتيوبعلى يوتوب